# Alfredo Somoza Gutiérrez
Alfredo Somoza Gutiérrez (la Corunya, 1892 - Montevideo, Uruguai, 1951) fou un polític gallec, fill de Manuel Somoza, cosí germà d'Alfonso Rodríguez Castelao. Comerciant de professió, el 1929 va formar part de l'ORGA, del que el 1935 passà a Izquierda Republicana, partit amb el qual fou elegit diputat per la província de la Corunya a les eleccions generals espanyoles de 1936. A les Corts fou un dels qui defensà l'avantprojecte d'Estatut d'Autonomia de Galícia de 1936. L'esclat de la guerra civil espanyola el va sorprendre a Madrid, cosa que el salvà d'una mort segura, i en acabar la guerra hagué de marxar a Montevideo, on ingressà en la maçoneria, va dirigir la fàbrica tèxtil Bozolo i fou un dels membres del Consello de Galiza amb Castelao, Antón Alonso Ríos, Elpidio Villaverde i Ramón Suárez Picallo. També va dirigir el programa de ràdio Sempre en Galicia.